# Красногорка (Талицький міський округ)
Красного́рка (рос. Красногорка) — присілок у складі Талицького міського округу Свердловської області.
Населення — 123 особи (2010, 145 у 2002).
Національний склад станом на 2002 рік: росіяни — 99 %.